# Begoña Ameztoy
 (novembre 2017).
Si vous disposez d'ouvrages ou d'articles de référence ou si vous connaissez des sites web de qualité traitant du thème abordé ici, merci de compléter l'article en donnant les références utiles à sa vérifiabilité et en les liant à la section « Notes et références ».
Begoña Ameztoy est une romancière et peintre basque.
Elle commence comme écrivaine, mais ses inquiétudes artistiques l'amènent à combiner littérature et engagement auprès de mouvements culturels au Pays basque.
Depuis 1992, elle écrit une chronique dans El Diario Vasco de Saint-Sébastien. Elle a aussi travaillé comme scénariste pour TVE et est apparue dans divers programmes télévisés, comme les Crónicas marcianas.

## Publications
- El Círculo (1991)    (ISBN 9788479380069)
- El Asesino de Baltimore (1994)    (ISBN 9788479541880)
- El Derby Vasco -con Juanjo Valero- (1996)    (ISBN 9788460555643)
- El Ángel (2000)    (ISBN 9788484330011)
- Escuela de Mujeres (2001)    (ISBN 9788466713122)
- Cuarentonas (2002)     (ISBN 9788408045199)
- Amor Caliente, Sexo Frío (2007)    (ISBN 9788496511071)
- El Sueño de Orión (2010)    (ISBN 9788498774382)